# Miro Ćosić
Miro Ćosić (ur. 9 września 1983 w Sarajewie) – bośniacki biathlonista, olimpijczyk. Zadebiutował w biathlonie w rozgrywkach Pucharu Europy w roku 1999.
Jego najlepszy dotychczasowy wynik w Pucharze świata to 82. miejsce w sprincie w Pokljuce w sezonie 2004/05.
Podczas Zimowych Igrzysk Olimpijskich w Turynie w roku 2006 zajął 83. miejsce w biegu indywidualnym i 84 w sprincie.
Na Mistrzostwach świata w roku 2005 w Hochfilzen zajął 110. miejsce w biegu indywidualnym i 110 w sprincie.
Na Mistrzostwach świata juniorów w roku 2003 w Kościelisku zajął 73. miejsce w biegu indywidualnym i 74 w sprincie.
Trenerem Mira jest jego ojciec Zoran Ćosić.

## Osiągnięcia

### Igrzyska Olimpijskie
- 2006 Turyn – 83. (bieg indywidualny), 84. (sprint)

### Mistrzostwa świata
- 2005 Hochfilzen – 110. (bieg indywidualny), 110. (sprint)